# Урень (приток Урени)
Урень (в верховье овраг Урень) — река в России, протекает по Мелекесскому и Чердаклинскому районам Ульяновской области. Устье реки находится в 17 км по правому берегу реки Урень. Длина реки составляет 23 км. Площадь водосборного бассейна — 156 км².

## Данные водного реестра
По данным государственного водного реестра России относится к Нижневолжскому бассейновому округу, водохозяйственный участок реки — Куйбышевского водохранилища от посёлка городского типа Камское Устье до Куйбышевского гидроузла, без реки Большой Черемшан. Речной бассейн реки — Волга от верхнего Куйбышевского водохранилища до впадения в Каспий.
Код объекта в государственном водном реестре — 11010000512112100004635.